# Alstroemeria nidularis
Alstroemeria nidularis är en alströmeriaväxtart som beskrevs av Pierfelice Ravenna. Alstroemeria nidularis ingår i släktet alströmerior, och familjen alströmeriaväxter. Inga underarter finns listade i Catalogue of Life.